# مارتين باسكوال كاستيلو
مارتين باسكوال كاستيلو (بالإسبانية: Martín Pascual Castillo)‏ هو لاعب كرة قدم إسباني في مركز الدفاع، ولد في 4 أغسطس 1999 في مدريد في إسبانيا. لعب مع رايو فايكانو.

## وصلات خارجية
- مارتين باسكوال كاستيلو على موقع قاعدة بيانات كرة القدم.إي يو (الإنجليزية)
- مارتين باسكوال كاستيلو على موقع Soccerway.com (الإنجليزية)